# Joe and Jake
Joe & Jake — британский поп-дуэт, созданный в 2015 году участниками британского шоу «Голос» — Джо Вулфордом (англ. Joe Woolford) и Джейком Шейкшафтом (англ. Jake Shakeshaft). В 2016 году представили Великобританию на Евровидении 2016 в Стокгольме с песней «You’re Not Alone».
Джо с 9 до 13 лет пел в церковном хоре, затем начал заниматься рэпом (стал успешным исполнителем и автором песен).
Джейк часто участвовал в конкурсах и обучался музыкальным технологиям.